# Kyle McFadzean
Kyle John McFadzean, né le 20 février 1987 à Sheffield, est un footballeur anglais. Il joue au poste de défenseur avec le Chesterfield FC.

## Biographie
Kyle John McFadzean est formé à Sheffield United. Il joue ensuite avec le club amateur d'Alfreton Town.
En 2010, il signe à Crawley Town. Il rejoint ensuite lors de l'été 2014 le club de Milton Keynes Dons pour une durée de deux ans. Il prolonge son contrat jusqu'en juin 2018 avec le club qu'il a rejoint en 2014.
Le 12 juillet 2016, il s'engage avec le club de Burton Albion pour trois saisons.
A l'issue de la saison 2018-2019, il est libéré par Burton à la fin de son contrat,.
En mai 2019, il signe au Coventry FC, ils se sont mis d'accord pour un contrat de deux ans. En février 2023, il prolonge et signe un nouveau contrat d'une année supplémentaire avec le club, soit jusqu'en 2024,.
Le 31 janvier 2024, il rejoint Blackburn Rovers où il évoluera jusqu'à la fin de la saison, soit jusqu'en juin 2024,. Fin juillet 2024, il re-signe un nouveau contrat d'une année (soit jusqu'en juin 2025) dans le club.
En janvier 2025, il rejoint Chesterfield FC, où il évoluera pour une saison,.

## Palmarès
- Champion de Conference en 2011 avec Crawley Town
- Coventry City
  - champion d'Angleterre de troisième division en 2020.